# Convention bureau
Una convention bureau è un ufficio turistico che ha come funzione fondamentale quella di promuovere sui mercati un dato territorio, attraverso l'aggregazione delle differenti componenti dell'offerta in un'ottica sistemica. Essa riveste un ruolo di particolare importanza nel marketing del segmento turistico congressuale.

## Nascita delleconvention bureaux
Le convention bureaux nascono in modo casuale negli Stati Uniti alla fine dell'Ottocento, per merito di un giornalista di Detroit che si occupava di alberghi. Al giornalista venne affiancata una segretaria e questo piccolo ufficio fu la prima convention bureau del mondo. La prima codifica si ebbe nel 1914 sempre negli Stati Uniti per merito della IACVB (International Association of Convention and Visitors Bureaux), nel cui documento istitutivo si legge che: "le CB sono organismi non profit, che rappresentano una specifica destinazione".

## Funzioni
Sono una risorsa del territorio, che ha lo scopo di spingere a organizzare eventi in quella destinazione, fornire assistenza durante la preparazione, invogliare i partecipanti a godere delle potenzialità storiche e culturali e per il tempo libero offerte dalla località. Dal lontano 1914 le funzioni delle CB sono leggermente mutate adattandosi alle varie realtà territoriali ed all'evoluzione della domanda e quindi alla necessità di intervenire sui mercati con maggior efficacia. Ci sono tre differenti tipologie di attività alle quali corrispondono differenti azioni che le CB svolgono:
1. attività istituzionali a favore della destinazione;
2. attività a favore dei promotori di eventi;
3. attività a favore dei soci.

Le funzioni delle CB sono varie ed articolate così come la forma societaria che esse possono adottare. La proprietà può essere pubblica, privata o mista così come il capitale di avviamento e di funzionamento.